# Альварадо, Роберто
Робе́рто Ка́рлос Альвара́до Эрна́ндес (исп. Roberto Carlos Alvarado Hernández; род. 7 сентября 1998, Саламанка, Гуанахуато) — мексиканский футболист, полузащитник клуба «Гвадалахара» и сборной Мексики. Бронзовый призёр Олимпийских игр 2020 года в Токио.

## Клубная карьера
Альварадо — воспитанник клуба «Селая». 25 сентября в поединке Кубка Мексики против «Эстудиантес Текос» Роберто дебютировал за основную команду в возрасте 15 лет и 21 дня. 29 сентября в матче против «Эстудиантес Текос» он дебютировал в Лиге Ассенсо. 19 февраля 2014 года в поединке Кубка Мексики против «Атласа» Альварадо забил свой первый гол за «Селаю». В 2014 году интерес к игроку проявляли английские «Манчестер Юнайтед» и «Сандреленд», а в 2015 году «Лестер Сити».
В начале 2017 года Роберто перешёл в «Пачуку». 15 января в матче против «Чьяпаса» он дебютировал в мексиканской Примере. В поединке против «Тихуаны» Альварадо забил свой первый гол за «Пачуку». В своём дебютном сезоне он помог клубу выиграть Лигу чемпионов КОНКАКАФ.
Летом того же года Альварадо присоединился к «Некаксе». 27 августа в матче против «Алтаса» он дебютировал за новый клуб. В этом же поединке Роберто забил свой первый гол за «Некаксу». Летом 2018 года Альварадо перешёл в «Крус Асуль». 22 июля в матче против «Пуэблы» он дебютировал за новую команду. 5 августа в поединке против УАНЛ Тигрес Роберто забил свой первый гол за «Крус Асуль».

## Международная карьера
8 сентября 2018 года в товарищеском матче против сборной Уругвая Альварадо дебютировал за сборную Мексики, заменив во втором тайме Алана Пулидо.
Летом 2019 года был вызван в сборную для участия в Золотом кубке КОНКАКАФ. Во втором матче в групповом раунде против сборной Канады забил гол на 40-й минуте и вместе с командой добился победы со счётом 3:1.

## Личная жизнь
У Альварадо есть прозвище «Блоха», в честь его любимого футболиста — аргентинца Клаудио Лопеса.

## Достижения
«Пачука»
- Победитель Лиги чемпионов КОНКАКАФ — 2016/2017